# 鹿児島県立与論高等学校
鹿児島県立与論高等学校（かごしまけんりつよろんこうとうがっこう）は鹿児島県大島郡与論町茶花に所在する県立高等学校。鹿児島県最南端の高等学校。
2000年より与論町立与論中学校と連携型中高一貫教育を導入している。

## 設置学科
- 普通科

## 沿革
- 1967年4月 - 鹿児島県立大島高等学校与論分校として創立。
- 1968年10月 - 第一期校舎建築竣工。
- 1969年4月 - 第二期校舎建築竣工。
- 1971年4月 - 鹿児島県立与論高等学校として独立。5月に校章決定、7月に校旗制定、9月に校歌制定。
- 1973年8月 - 本館3階増築竣工。
- 1974年9月 - 武道館竣工。
- 1975年6月 - 特別教室竣工。
- 1980年3月 - プール竣工。
- 1983年3月 - 小体育館竣工。
- 1986年3月 - 沖永良部地震による本館被災部補修工事完工。
- 1994年3月 - 弓道場竣工。
- 1996年2月 - 体育館大規模改修工事完工。
- 2000年4月 - 連携型中高一貫教育校に指定される。
- 2004年3月 - 特別教室耐震工事完工。
- 2021年度 - 朝課外を廃止[1]。

## 著名な出身者
- 白尾秀人（サッカー選手、サッカー指導者。現役時代は松本山雅FCなどに所属。途中で転校したため卒業はしていない）
- 川畑アキラ（ミュージシャン、元ザ・コブラツイスターズボーカル。2008年2月にバンドを解散し、現在はソロで活動中）